# RS Puppis
RS Puppis – gwiazda zmienna typu cefeida położona w gwiazdozbiorze Rufy w odległości ok. 6500 lat świetlnych.
RS Puppis jest otoczona przez mgławicę refleksyjną, stąd jej zmiany jasności są dobrze widoczne. Okres jej pulsacji wynosi 41,4 dnia, a w maksimum cyklu jest ona prawie pięciokrotnie jaśniejsza niż w minimum.
Masa RS Puppis wynosi 10 M☉, promień 200 R☉, a jej jasność jest średnio 15 000 większa niż L☉.